# 菲尔克瑞斯特 (华盛顿州)
菲尔克瑞斯特（英文：Fircrest），是美国华盛顿州皮尔斯县下属的一座城市。根据 2000年美国人口普查，该市有人口5,868人。根据2010年美国人口普查，该市有人口6,497人。而2011年估计该市有6,573人。